# F-5 Tiger II
O Northrop F-5 é uma família de caças leves supersônicos inicialmente projetados como um projeto financiado de forma privada no final da década de 1950 pela Northrop Corporation. Existem dois modelos principais: as variantes originais F-5A e F-5B Freedom Fighter, e as variantes amplamente atualizadas F-5E e F-5F Tiger II. A equipe de design criou um caça pequeno e altamente aerodinâmico em torno de dois motores General Electric J85 compactos e de alto empuxo, com foco em desempenho e baixo custo de manutenção. Menor e mais simples do que contemporâneos como o McDonnell Douglas F-4 Phantom II, o F-5 tem custo de aquisição e operação mais baixo, tornando-se uma aeronave de exportação popular. Embora tenha sido projetado principalmente para missões de superioridade aérea diurna, o avião também é uma plataforma eficaz para ataques ao solo. O F-5A entrou em serviço no início da década de 1960. Durante a Guerra Fria, mais de 800 unidades foram produzidas até 1972 para aliados dos Estados Unidos. Apesar de a Força Aérea dos Estados Unidos (USAF) não precisar de um caça leve na época, ela adquiriu aproximadamente 1.200 aeronaves de treinamento Northrop T-38 Talon, baseadas no projeto do caça N-156 da Northrop.
Após vencer a Competição Internacional de Caças, um programa voltado a fornecer caças eficazes e de baixo custo para aliados dos Estados Unidos, a Northrop introduziu em 1972 o F-5E Tiger II de segunda geração. Essa atualização incluiu motores mais potentes, maior capacidade de combustível, maior área de asa e melhorias nas extensões das bordas de ataque para melhor manobrabilidade, reabastecimento em voo opcional e aviônicos aprimorados, incluindo radar ar-ar. Utilizado principalmente por aliados americanos, ele continua em serviço nos EUA para apoiar exercícios de treinamento. O modelo serviu em uma ampla variedade de funções, sendo capaz de realizar tanto missões aéreas quanto ataques ao solo; o tipo foi usado extensivamente na Guerra do Vietnã. Um total de 1.400 unidades do Tiger II foram construídas antes do fim da produção em 1987. Mais de 3.800 F-5s e aeronaves de treinamento avançado T-38, intimamente relacionadas, foram produzidos em Hawthorne, Califórnia. As variantes F-5N/F estão em serviço com a Marinha dos Estados Unidos e o Corpo de Fuzileiros Navais dos Estados Unidos como aeronaves de treinamento adversário. Mais de 400 aeronaves estavam em serviço em 2021.
O F-5 também foi desenvolvido em uma aeronave de reconhecimento dedicada, o RF-5 Tigereye. O F-5 também serviu como ponto de partida para uma série de estudos de design que resultaram no Northrop YF-17 e no caça naval F/A-18. O Northrop F-20 Tigershark foi uma variante avançada que deveria suceder o F-5E, mas acabou cancelada por falta de compradores no mercado internacional.

## História

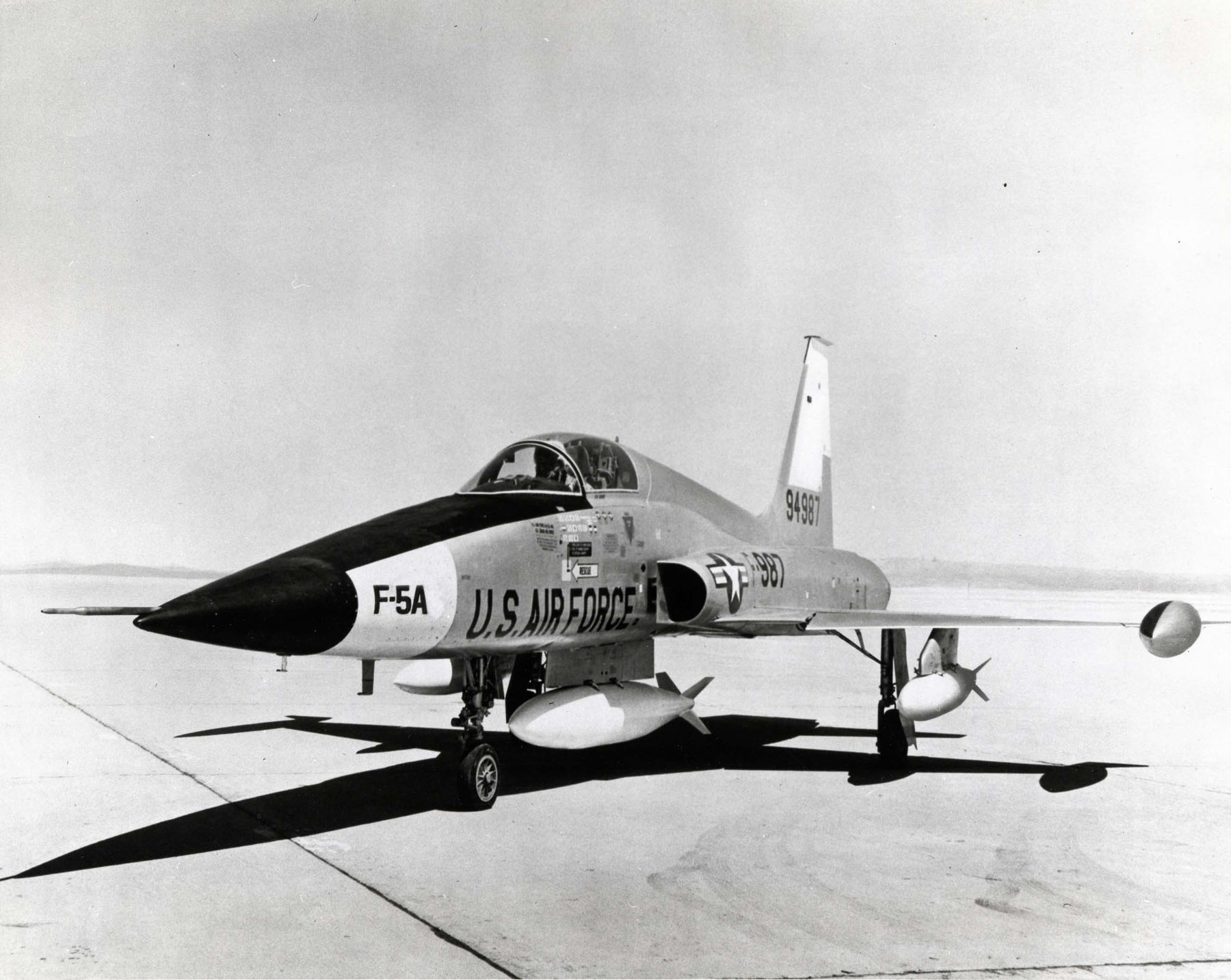
Um Northrop YF-5A na década de 1960.

O desenvolvimento do F-5 começou em 1954, quando uma equipe da Northrop excursionou pelos menores países da OTAN e da SEATO para examinar as necessidades de defesa desses países. Dos estudos resultantes dessas visitas, a companhia identificou uma nítida necessidade de um aparelho multifuncional de baixo custo, que materializou-se como o caça leve N-156F. A USAF não se interessou inicialmente pela proposta, já que não precisava de um caça leve. No entanto, precisava sim de um novo treinador para substituir o Lockheed T-33 e, em junho de 1956, a USAF anunciou que iria adquirir a versão de treinamento T-38 Talon, que entrou em serviço em março de 1961.

### Construção
A Northrop decidiu seguir com o programa do F-5 como um projeto privado, em julho de 1959, o avião realizava seu primeiro voo. Três anos após o Departamento de Defesa escolheu o F-5 para o Military Assistance Program (MAP). Aliados dos Estados Unidos que procuravam um caça de custo módico começaram a ser atraídos pelo pequeno e ágil avião.
Em 25 de abril de 1962, o Departamento de Defesa Americano anunciou que o N-156F havia sido escolhido para o Programa de Assistência Militar (MAP). Os aliados dos americanos na OTAN e SEATO poderiam agora adquirir um avião supersônico de qualidade com preços razoáveis.

### Designação e uso

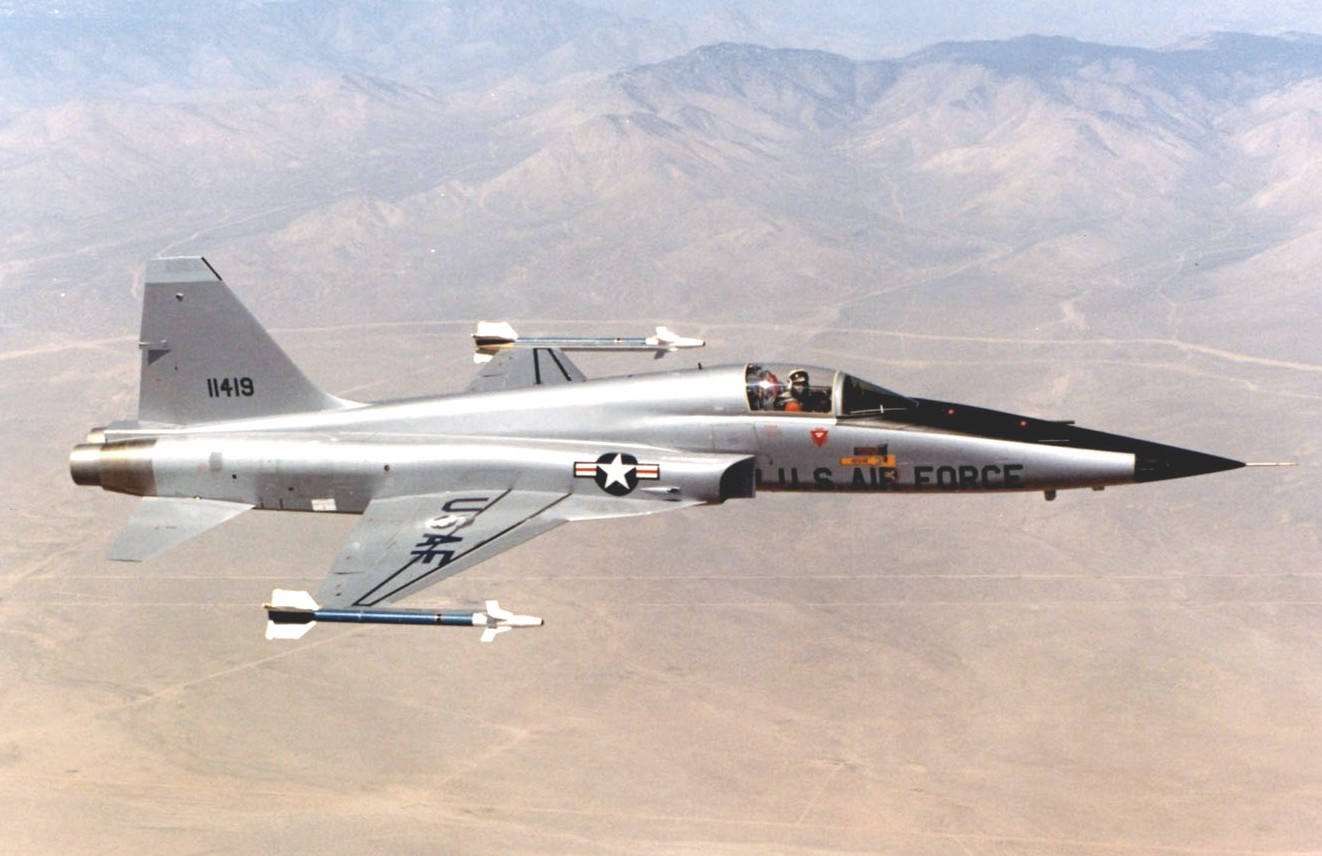
Um F-5E da série inicial.

Em 9 de agosto de 1962 foi dada à aeronave a designação oficial de F-5A Freedom Fighter. Otimizado para missões de ataque ao solo, o F-5A tinha apenas uma limitada capacidade ar-ar e não era equipado com um radar de controle de fogo (FCR). O F-5B era a versão biplace do modelo "A", para missões de treinamento e ataque. Apesar de todos os F-5A de produção terem sido designado para o MAP, em outubro de 1965 a USAF "pegou emprestado" 12 F-5A dos estoques do MAP e os mandou para o Vietnã com a 4503º Ala de Caças Táticos (4503º TFW) para testes operacionais. Foi dado ao programa o nome código Skoshi Tiger ("Pequeno" Tigre), e foi durante essas operações que o F-5 foi apelidado de Tiger (Tigre).[carece de fontes?]
Com o início da guerra do Vietnã, as perdas do F-4 Phantom foram muito superiores ao esperado. Nisso, a USAF encomendou 200 F-5A. Embora fosse o mais leve, menos sofisticado e quase sem armamento, suas baixas eram menores que a dos outros aviões em uso ( F-4 Phantom e o F-105 Thunderchief), pois era menos atingido uma vez que sua manobrabilidade permitia escapar ao fogo antiaéreo.[carece de fontes?]

### Melhorias
A USAF necessitava adicionar algumas capacidades ao F-5A para lhe dar mais capacidade de combate aéreo, em especial para enfrentar o MiG-21 soviético, que era enviado em grandes quantidades aos aliados de Moscou. Em Novembro de 1970, a Northrop apresentou um desenho à USAF, que permitiria realizar missões de superioridade aérea e enfrentar os MiG-21. Uma versão avançada do F-5, que seria conhecido como F-5E Tiger II. Uma encomenda de 325 aviões foi colocada, e os primeiros foram entregues em 1972. Mas só foram aceitos em serviço em 1973, e a versão biplace, F-5F, só surgiu em 1975.[carece de fontes?]
O F-5BR é uma grande modernização brasileira, onde o caça foi totalmente reconstruído. Com essa modernização, seu tempo de ação foi aumentado em 20 anos.[carece de fontes?]

### Sucesso de vendas

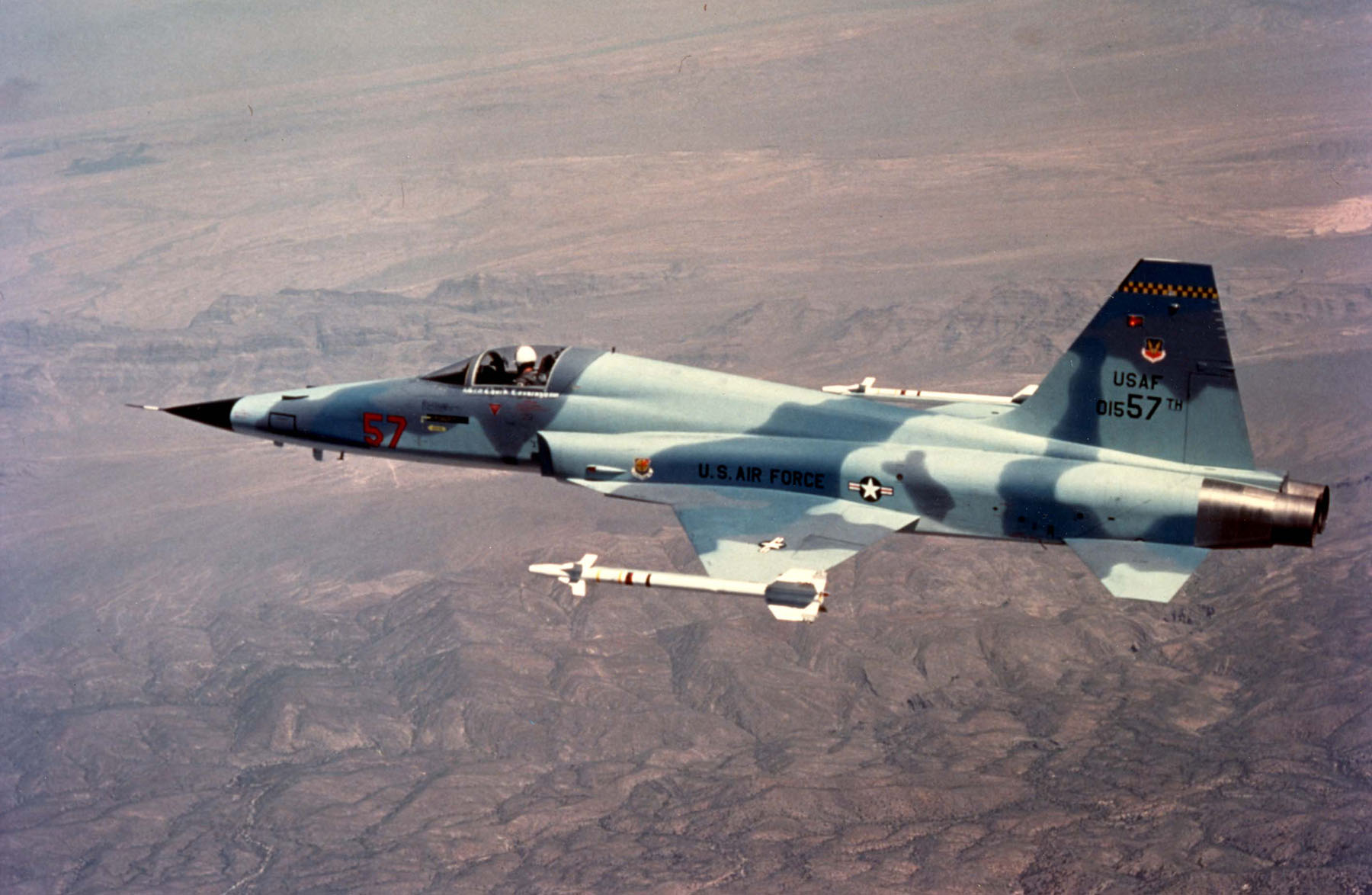
Um F-5E americano.

Grandes encomendas para a Força Aérea do Vietnã se seguiram. A produção por outras empresas também, tais como Canadair (Canadá), CASA (Espanha), FFA (Suíça), Hanjin (Coreia do Sul) e AIDC (Taiwan).
Fácil de voar e pilotar, com baixo custo de aquisição, operação e manutenção, aliados à sua performance excepcional, fizeram do F-5 um novo padrão de referência. Além disso, possuía peças de reposição acessíveis e de fácil aquisição. Quando todo o resto falhava, o F-5 estava disponível. Quando da Guerra Irã-Iraque (entre 1980 e 1988), os F-14 iranianos, sem peças de reposição e pilotos treinados, eram usados como radares aéreos, para iluminar alvos aos F-5, únicos caças que permaneciam operacionais.

### Modernização mundial
De todos os projetos realizados pela Northrop, o F-5 foi o avião menos destacado, e é certamente o que obteve maior êxito mundial, comparado aos fiascos posteriores.[carece de fontes?] A empresa Northrop Grumman fabrica até hoje peças estruturais e componentes para o avião, facilitando a manutenção dos aviões. Vários programas de modernização dos F-5E/F têm sido desenvolvidos no mundo, como o F5 Tiger III da Força Aérea Chilena. A modernização dos painéis é fundamental nos tempos atuais. Aviões de ponta como o norte-americano F/A-18 Super Hornet e o francês Dassault Rafale possuem painéis eletrônicos de última geração, no qual o piloto pode utilizar comandos vocais para maior facilidade e maior interação.

## Uso

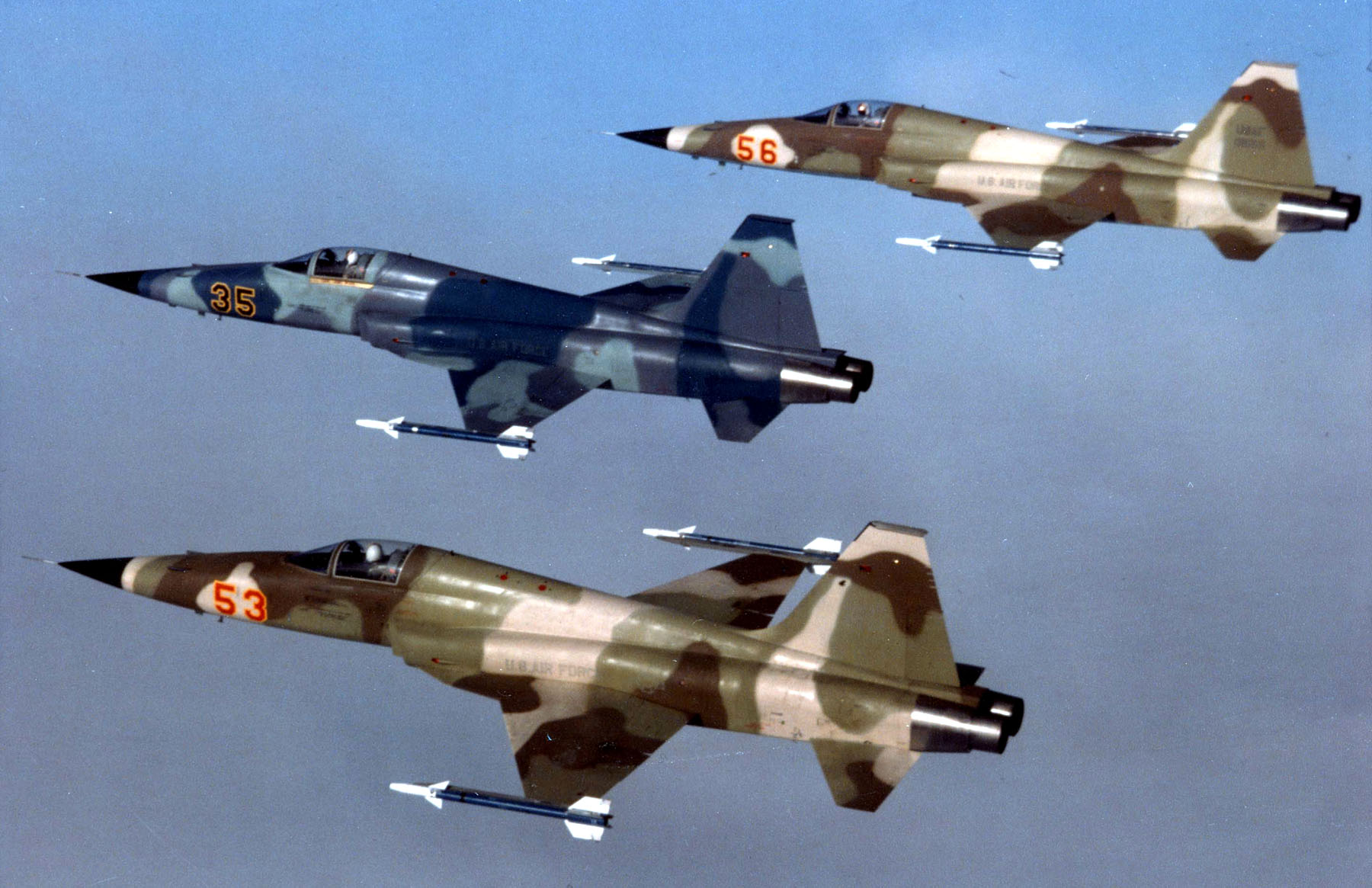
Três F-5 em formação

### Estados Unidos
A USAF opera os T-38 como treinador avançado. Mais de 68 mil pilotos da Força Aérea Americana treinaram no lendário T-38, o primeiro treinador supersônico do mundo. Pilotos da OTAN também treinam nos T-38 dos Estados Unidos. A NASA também realiza treino de seus astronautas no T-38.

### Brasil

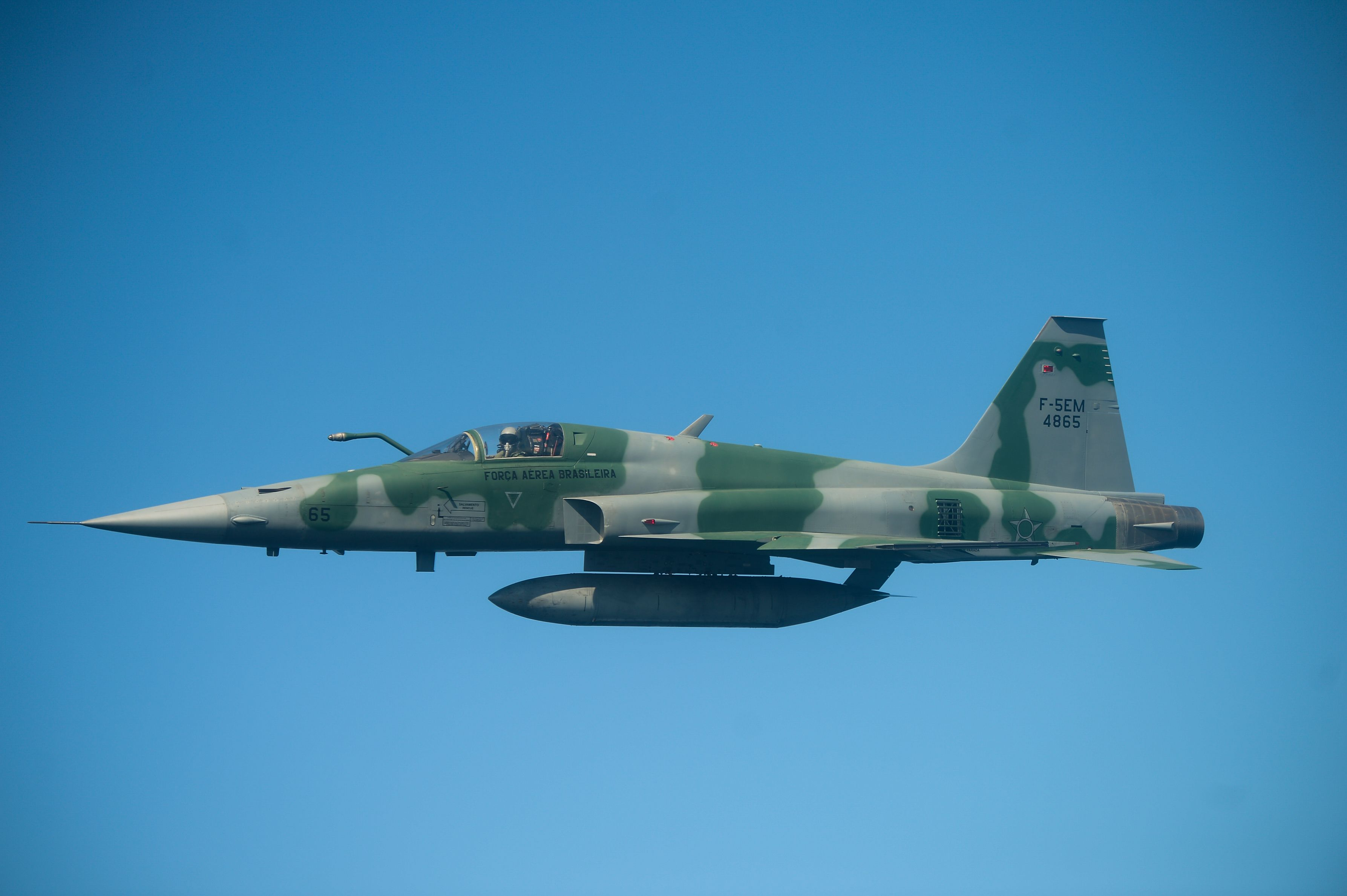
Um F-5 brasileiro.

No Brasil, a história do F-5 iniciou na prática em março de 1975, porém, esteve cotado para equipar a FAB desde 1965, em sua versão F-5A/B. Em 1967, foi novamente cogitado, desta vez como vetor do projeto SISDACTA. A preferência era para o F-4 Phantom, mas este foi vetado pelos americanos, que em contrapartida ofereceram o F-5C (versão proposta pela Northrop com melhorias baseadas no relatório de avaliação feito no Vietnã). O impasse norte-americano favoreceu os franceses, tendo a FAB adquirido 16 Dassault Mirage III. Numa nova disputa internacional, realizada a partir de 1971 para substituir os AT-33A, na qual participaram o Fiat G-91, MB-326K, Harrier Mk-50, Jaguar GR1 e A-4F, saiu vencedor o caça da Northrop, agora em sua versão F-5E. Começava a longa história de sucesso do Tiger II na FAB, que continua até hoje e ainda deve durar até 2029.

Demonstração de reabastecimento de caças F-5 da FAB realizado por um KC-130 Hercules c.1980 no Dia da Aviação de Caça.

A FAB recebeu 6 F-5B (FAB 4800 a 4805), 4 F-5F (FAB 4806 a 4809) e 58 F-5E (FAB 4820 a 4877) que foram adquiridos em dois lotes distintos. O primeiro lote em 1973, direto da fábrica (06 F-5B + 36 F-5E), ao valor de US$ 115 milhões e o segundo lote, em 1988, ex-USAF (04 F-5F e 22 F-5E), ao custo total de US$ 13,1 milhões. As primeiras aeronaves da "Operação Tigre", como ficou conhecido o translado do primeiro lote, foram entregues a partir de 28 de fevereiro de 1975 em Palmdale. Eram 3 F-5B, que chegaram ao Brasil no dia 6 de março do mesmo ano, sendo seguidos de outros 3 F-5B em 13 de maio. Em 12 de junho de 1975, chegavam os primeiros 4 F-5E à BAGL, dando início a uma ponte aérea que só terminaria em 12 de fevereiro do ano seguinte, totalizando 36
aeronaves. Em 1985, depois de muito procurar, chegou-se a um acordo com o governo Reagan, que aceitou negociar 4 F-5F e 22 F-5E, que sairiam das fileiras da USAF, a um custo de 13,1 milhões de dólares.
Por volta de Setembro de 2006, especulava-se a aquisição de 9 aeronaves F-5E Tiger II, usadas da Arábia Saudita, sendo 6 F-5E e 3 F-5F. Esta compra, entretanto, não foi adiante, vindo a Força Aérea Brasileira a adquirir um lote de aeronaves pertencentes à Real Força Aérea da Jordânia. No total foram compradas 11 aeronaves, sendo 8 F-5E monopostos e 3 F-5F bipostos. As primeiras aeronaves vindas da Jordânia chegaram no Brasil em 19 agosto de 2008 e foram enviadas ao Parque de Material da Aeronáutica de São Paulo (PAMA-SP). Todas os F-5 ex-Jordânia foram convertidos em 2013 para o padrão F-5EM e F-5FM.

#### F5BR (F5M)

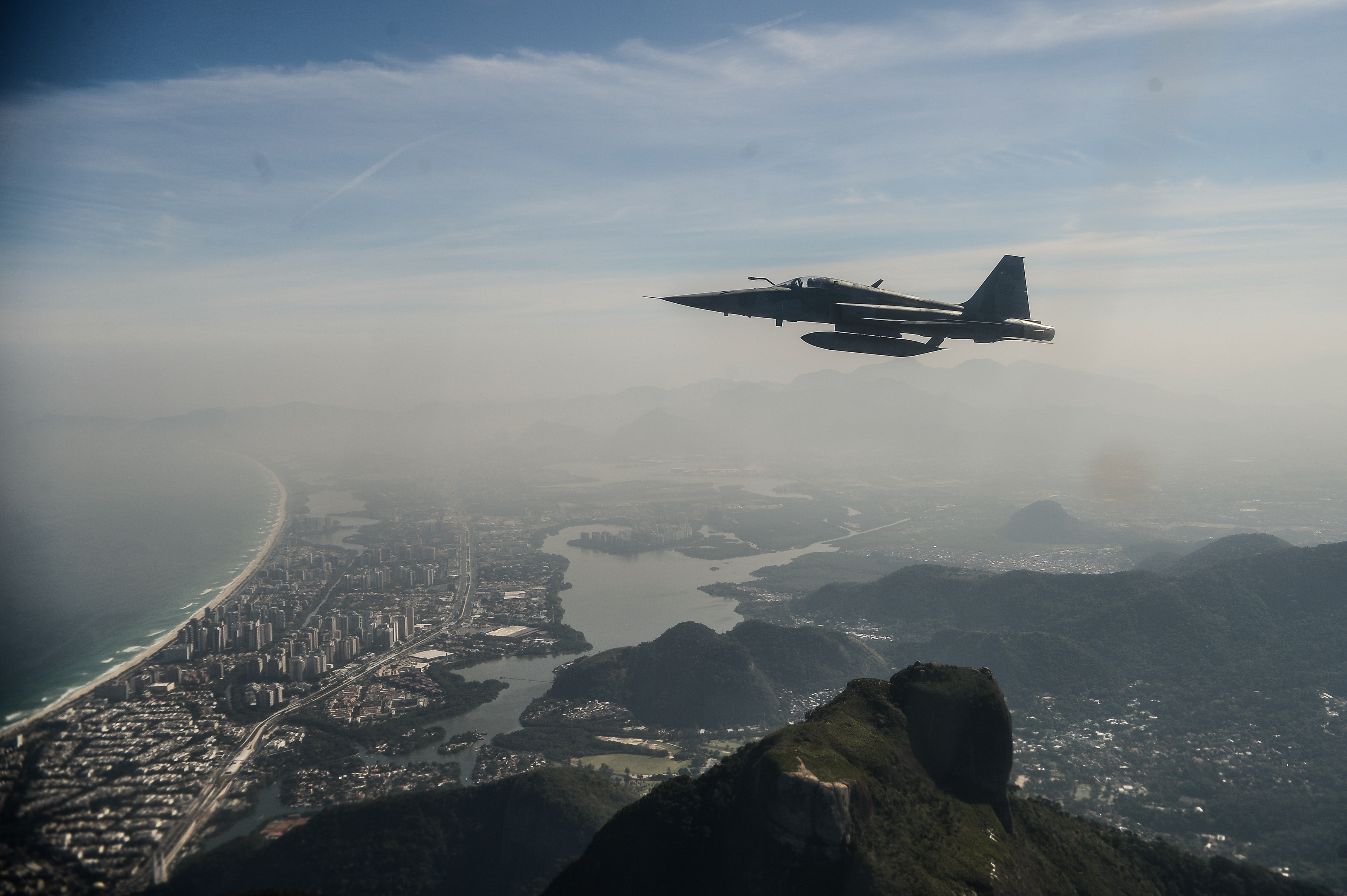
Caça F-5 da Força Aérea Brasileira durante um treinamento de interceptação aérea para os Jogos Olímpicos de Verão de 2016

O F5BR (F5M) é uma versão brasileira modernizada do caça F-5 Tiger II empregada na Força Aérea Brasileira. O projeto F5BR (posteriormente chamado de F5M) foi realizado pela Embraer, na sua Unidade de Gavião Peixoto, na cidade homônima, interior do estado de São Paulo, e pela AEL Sistemas, subsidiária da israelense Elbit, a pedido da FAB em 2000 e teve custo de US$ 285 milhões. A junção destas duas empresas deu origem à Harpia, que em 2011 foi integrada à nova unidade criada pela Embraer, a Embraer Defesa e Segurança. O projeto consistiu na aplicação de aviônicos de última geração, atualização dos sistemas de navegação, armamentos e auto-defesa, inclusive com equipamentos recentes de contra-medidas eletrônicas. A modernização destes caças foi uma alternativa ao Projeto FX original do governo Brasileiro a fim de conseguir um sistema de defesa aérea efetivo na segurança aérea brasileira.
Ela inclui a última tecnologia disponível, com a capacidade técnica de ambas empresas para desenvolver a solução certa para os cenários operacional e orçamentário da Força Aérea Brasileira. São aproximadamente 60 caças F-5E/F que foram atualizados entre 2001 e 2013 e irão assegurar a sua vida operacional por mais 15 anos. Até março de 2008, 23 aeronaves haviam sido modernizadas. Entre 2008 e 2011, mais 23 unidades foram entregues à FAB e entre 2011 e 2013 foram mais 11 unidades modernizadas, além de um simulador de voo entregues à FAB.
No início de 2011, foi criada a Embraer Defesa e Segurança, unidade da Embraer também sediada em Gavião Peixoto, que ficou responsável pela modernização, além dos F5, também de outros modelos da frota da FAB como o AMX e o ALX (Super Tucano). O F5BR é considerado um caça de 4ª geração (os outros F5 são tidos como de 3ª), tem aviônicos e sistemas totalmente novos (os mesmos do A-29), o caça também opera os misseis nacionais MAA-1 Piranha, o trem de pouso também foi otimizado dando ao F5BR a capacidade de pousar em pistas em mau estado de conservação.  O caça também tem o sistema REVO de reabastecimento em pleno voo.
A operação aérea Cruzex é realizada no Brasil a cada dois anos com a participação de forças aéreas sul americanas e da França. Nos exercícios de 2002 e 2004, era nítida a distância entre a FAB e a Armée de l'Air. Na CRUZEX 2006, o avanço conseguido pelo F-5M devido as modificações eletrônicas, surpreendeu a própria FAB e todas as forças aéreas convidadas. O avião agora possui seu sistema totalmente digital, e a FAB implantou mísseis BVR Derby de origem israelense. Essas modificações mostraram no exercício militar a nova cara da FAB, ou seja, uma força que finalmente chegou a era digital e que introduz uma série de novos conceitos em operação, embora ainda esteja muito aquém do poderio aeronáutico apresentado por norte-americanos, russos, franceses e ingleses. A integração da aeronave Embraer EMB-145 AEW&C e o "novo" F-5 demonstrou ser letal, igualando ou vencendo o sistema equivalente da Força Aérea Francesa no exercício. O EMB-145 AEW&C possui um poderoso radar instalado, orientando os caças F-5 com seus mísseis.

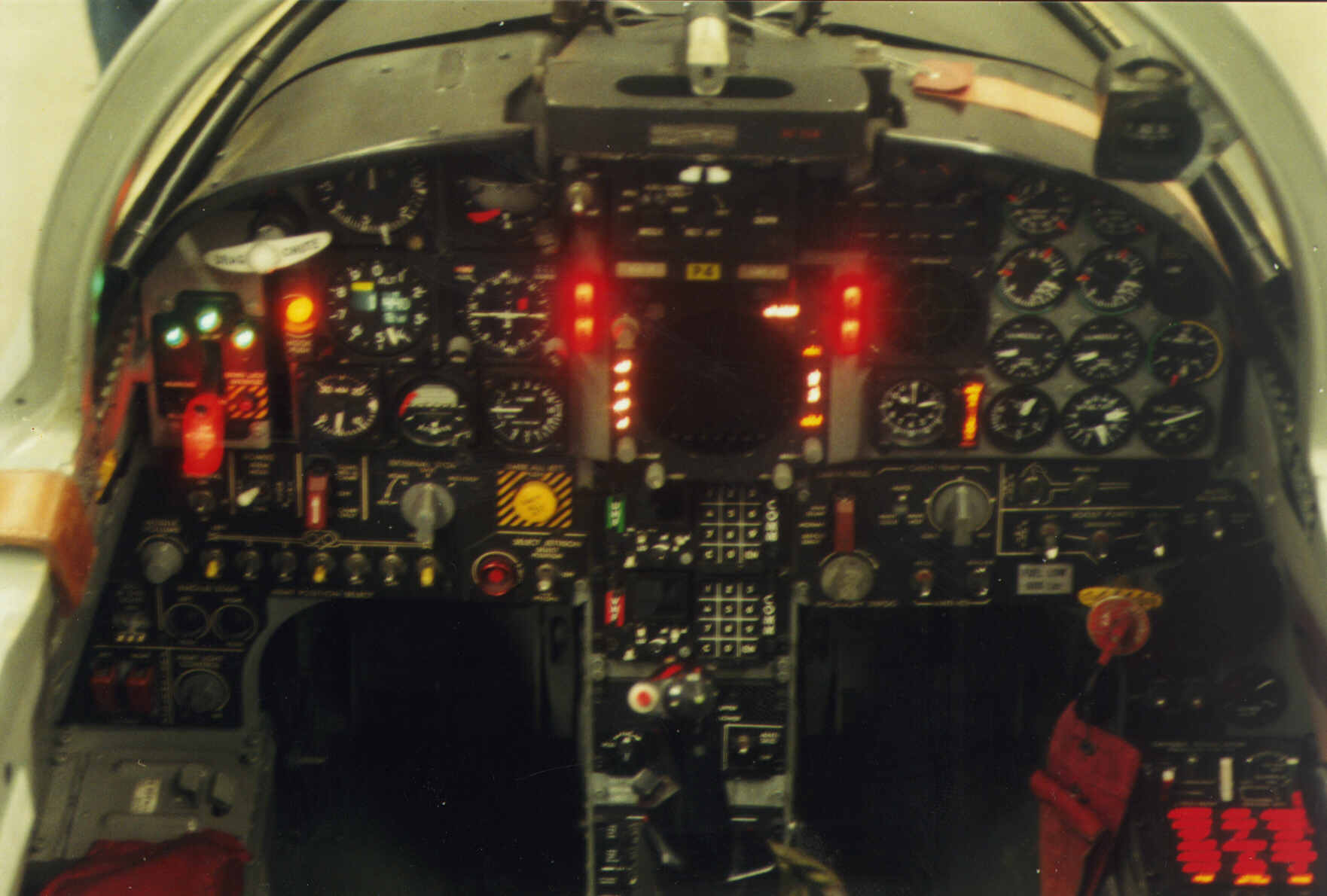
Antigo Cockpit do Tigre. O cockpit do novo F-5Br é muito superior

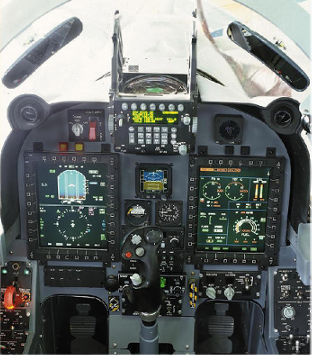
Cockpit do novo F-5Br

Tecnologia de 4a Geração - A cabine totalmente provida de displays proporciona baixo esforço para o piloto e foi projetada para todas as condições de tempo, dia e noite, encontradas em todos os teatros de operação. Oferece dispositivo de manche e manete de potência combinados (HOTAS), dois computadores de alto desempenho e um sistema integrado de navegação INS/GPS.
Três MFDs (Mostradores Multifuncionais) - em cores e leitura HUD (mostrador projetado à frente/painel de controle à frente) levam ao que melhor existe em interface homem-máquina.
Todos os sistemas e iluminação do F-5BR foram projetados para missões noturnas. Um vídeo VHS-C grava todos os dados pertinentes de dados e áudio para reprodução em voo ou no solo.
A tecnologia de 4ª geração permite que o F-5BR inclua HMD (mostrador montado no capacete), link para dados, Sistema de Planejamento de Missão, AACMI (Instrumentação Autônoma para Simulação e Avaliação de Manobras de Combate) e capacidade para treinamento virtual de voo.
Um avançado radar multi-modo - para medição de distância Ar-Ar, Ar-Terra e Ar-Mar, busca, rastreamento, rastreamento com varredura e combate aéreo será instalado no F-5BR, proporcionando condições de precisão, eficácia e auto-defesa. Permitirá rápida e efetiva operação do F-5BR.
Desempenho - O avião mantém as mesmas características operacionais comprovadas em combate dos F-5E/F que já estão em operação no Brasil, porém extremamente melhoradas e aperfeiçoadas por meio dos novos sistemas incluídos na solução Embraer-Elbit.
Sistemas de armamentos - O avião terá boa quantidade de armamentos convencionais e/ou inteligentes usados nos caças de nova geração, compatíveis com mísseis Além de Alcance Visual (BVR), bombas guiadas a laser, mísseis balísticos etc., e sensores para missões diurnas/noturnas sob qualquer tempo.
O F-5BR será compatibilizado com o armamento padrão da FAB existente no inventário, como o míssil ar-ar de pequeno alcance MAA-1, míssil ar-ar de médio alcance Derby, míssil Anti-radiação MAR-1, bem como bombas "inteligentes" e pod's.
Sistemas de Auto-Defesa - Contra-medidas eletrônicas (ECM) testadas em combate, mais Receptor de Aviso de Radar (RWR) estão disponíveis. Baixa Assinatura ao Radar e assinatura infra-vermelha reduzidas garantem baixa suscetibilidade de detecção do avião.
Logística - Os programas de manutenção baseados nas condições dos aviões são baseados em equipamentos e componentes de última geração. Um Equipamento de Função BIT permite localização de falhas e sistema de diagnóstico que leva a reparações rápidas, garantindo elevada confiabilidade de voo.

### Outros países
Áustria
Força Aérea Austríaca: a título de empréstimo da Suíça - todas as aeronaves entregues e substituídas por Eurofighters
 Bahrein
Força Aérea do Barein: recebeu oito F-5E e dois F-5FS entre 1985 e 1987.
 Botswana
Força Aérea de Botsuana: adquiriu 10 CF-5A e 3 CF-5Ds atualizado do Canadá em 1996. Outros dois CF-5Ds foram comprados em 2000.
 Chile
Força Aérea do Chile: adquiriu 15 F-5Es 3 e F-5FS na década de 1970, sendo estes atualizados para o padrão III em 1993. Em 1995, complementou sua frota com dez F-5E e 2 F-5FS provenientes de Honduras. Dezesseis F-5E Tiger III seriam substituídos em 2009 por 16 F-16 MLU T5.
 Etiópia
Força Aérea da Etiópia
 Honduras
Força Aérea de Honduras
 Indonésia
Força Aérea da Indonésia: Todos os 16 F-5E foram reformados desde 2005, mas estão na reserva em caso de uso futuro.
 Irão
Força Aérea da República Islâmica do Irã: 60 ou 75 F-5E e F operacionais; 140 inicialmente entregues. Um número desconhecido de caças HESA Saeqeh e HESA Azarakhsh derivados do F-5.
 Jordânia
Força Aérea Real da Jordânia
 Quênia
Força Aérea do Quênia: Em julho de 2008, foi relatado que o Quênia iria gastar 1,5 bilhão para comprar 15 F-5, sendo 13 F-5E e 2 F-5F da Força Aérea da Jordânia (incluindo treinamento e peças de reposição). Eles serão adicionados ou, eventualmente, substituir o F-5 da frota atual.
 México
Força Aérea Mexicana: Opera oito F-5E e dois F-5F.
 Marrocos
Força Aérea Real Marroquina: Opera 33F-5A/B, 9 F-5E/F e 24 F-5T III atualizados.
 Noruega
Força Aérea Real Norueguesa
 Paquistão
Força Aérea Paquistanesa: a título de empréstimo da Força Aérea Real da Jordânia durante um conflito contra a Índia.
 Paraguai
Força Aérea Paraguaia: Em 1996, Taiwan anunciou a doação de 10 F-5E e 2 F-5F da FAP. A doação nunca se concretizou porque o governo paraguaio à época teria preferido, por sua vez, mais helicópteros Bell UH-1H. Taiwan doou 10 UH-1H, entre 1996 e 2003.
 Taiwan
Força Aérea da República da China: Primeiramente recebeu os F-5A e B em 1965. De 1973 a 1986, Taiwan produziu 308 F-5E e F sob licença. Mais tarde, produziu lotes no estilo do F-20, com nariz achatado e alargado.
 Arábia Saudita
Força Aérea Real Saudita: Possui 110 F-5E/F retirados do serviço ativo cumprindo o papel de treinadores, alguns esquadrões como #10, com base em Taif, serão substituídos pelo Eurofighter Typhoon.
 Singapura
Força Aérea da República de Singapura
 Coreia do Sul
Força Aérea da República da Coreia
 Espanha
Força Aérea Espanhola, como treinadores avançados.
 Sudão
Força Aérea do Sudanesa: 10 F-5E e dois F-5F foram entregues em 1978, um dos F-5F foi vendido para a Jordânia. Dois F-5s deserdaram para o Sudão a partir da Etiópia, durante a crise de Ogaden.
 Suíça 
Força Aérea Suíça
 Tailândia

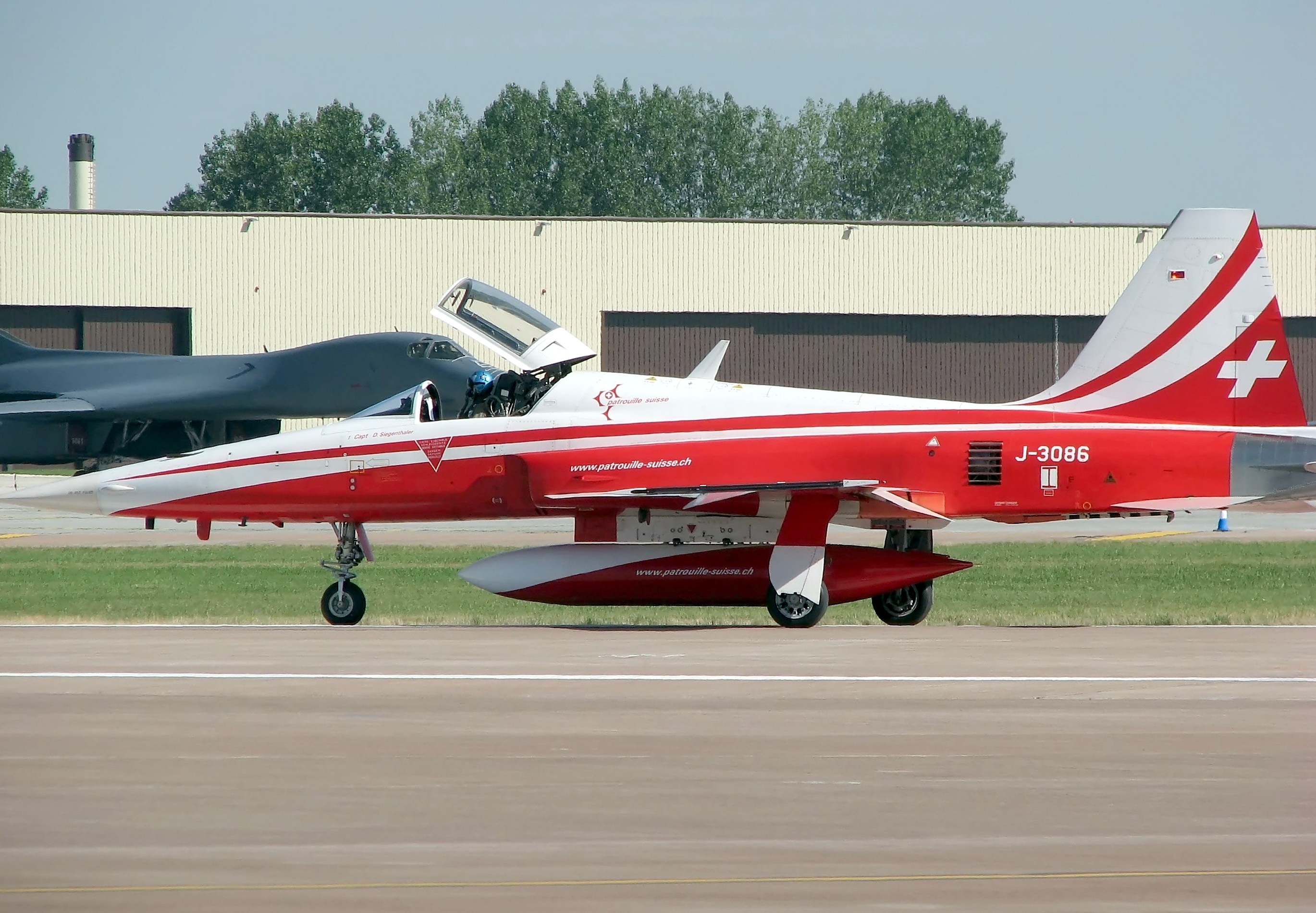
Um F-5E.

Força Aérea Real da Tailândia: antigos F-5A/B e F-5E/F  serão retirados de serviço em 2011, sendo substituídos pelo JAS-39 Gripen. Os F-5T Tiger atualizados continuarão a servir no futuro.
 Tunísia
Força Aérea da Tunísia
 Turquia
Força Aérea da Turquia: Mais de 200 F-5A/B e NF-5A/B foram comprados de vários países. Entre 40 e 50 deles foram atualizados para o padrão F-5/2000 durante a década de 2000 para servir às equipes de acrobacias aéreas "Estrelas Turcas". No total, 50 NF-5A e 25 NF-5B permanecerão operacionais.
 Venezuela
Força Aérea Venezuelana
 Vietname
Força Aérea Popular do Vietnã: (vários aviões capturados). Um F-5E (nº série 73-00867) foi transferido para a União Soviética para os voos de avaliação, ou seja, contra o MiG-21bis.
 Iêmen
Força Aérea do Iêmen

### Operadores Primários
Canadá
Forças Armadas Canadenses
 Grécia
Força Aérea Helênica
 Malásia
Força Aérea Real da Malásia
 Países Baixos
Força Aérea Holandesa
 Filipinas
Força Aérea Filipina : recebeu em 1967 22 F-5A e 8 F-5B, que foram retirados de serviço em 2006. Dois F-5BS serão atualizados. Recebeu pelo menos 8 F-5A de Taiwan em 1988/1989.
 Vietnã do Sul

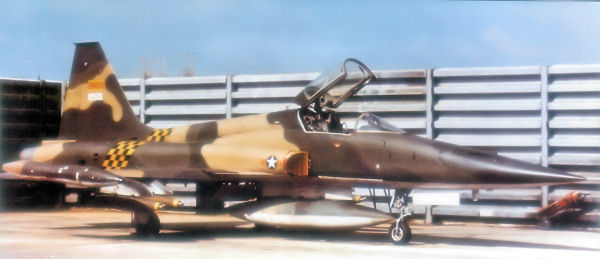
Um F-5C sul-vietnamita na Base Aérea de Bien Hoa, em 1971.

Força Aérea do Vietnã: Em junho de 1967, os Estados Unidos doaram as aeronaves sobreviventes do 10º FCS USAF ao Vietnã do Sul. O presidente sul-vietnamita, Nguyễn Văn Thiệu, havia pedido aos EUA os F-4 Phantom, mas estes estavam em alta procura e a Força Aérea da República do Vietname voava apenas em missões de apoio terrestre, operando apenas os Douglas A-1 Skyraider naquele momento. Além disso, a Força Aérea Norte-Vietnamita não estava enviando aeronaves sobre o Vietnã do Sul, de modo que Saigon não exigia uma aeronave com capacidades ar-ar avançadas (como o F-4). Ainda assim, uma unidade dedicada foi formada – o 522º Esquadrão de Caça.
Quando o Vietnã do Sul foi sobrepujado pelas forças do EPV em 30 de Abril de 1975, aproximadamente 877 aeronaves foram capturadas pelos comunistas. Desse número, 87 foram relatados como F-5A e 27 eram F-5E.
Em novembro de 1975, o governo vietnamita deu aos militares soviéticos a oportunidade de seleccionar equipamento norte-americano capturado para fins de pesquisa e inteligência. Um F-5 completo, juntamente com dois motores sobressalentes completos, peças sobressalentes e equipamento de apoio terrestre, foram carregados em um navio de carga soviético. Vários outros F-5 foram posteriormente transferidos pelo Vietnã para a URSS, Polônia e Tchecoslováquia.
A Força Aérea Popular do Vietnã (FAPV) supostamente usou 41 F-5 operacionalmente. Outros foram desativados e expostos em museus no Vietnã. O tipo foi usado em combate pela FAPV, em surtidas de ataque ao solo contra o Khmer Vermelho. Gradualmente, a falta de peças sobressalentes críticas no Vietname, causada inicialmente por um embargo dos EUA e mais tarde pelo encerramento da produção e pela diminuição dos estoques, fez com que os restantes F-5 fossem paralisados. No entanto, em maio de 2017, foi relatado que a FAPV estava a considerar atualizar sistemas específicos em algumas aeronaves retiradas, a fim de as colocar novamente em serviço.